# Pave Alexander 3.
Alexander 3. (ca. 1105 – 30. august 1181) var pave 1159-1181. Han hed Rolando Bandinelli og var født i Siena. Han blev i 1150 udnævnt til kardinal. Han blev snart efter sin forgængers kansler og højre hånd og den bitreste fjende af Hohenstauferen, kejser Frederik Barbarossa. Da han i anledning af ærkebiskop Eskils fængsling mødte på rigsdagen i Besançon i 1157, medbragte han et pavebrev, der antydede, at kejserdømmet var et len af pavestolen, og mundtligt skærpede han denne påstand. En af Frederiks stormænd fór da mod ham med draget sværd. Kejseren reddede ham, men bød ham ufortøvet at drage tilbage.
Ved pavevalget 1159 fik Roland de fleste stemmer og kaldte sig Alexander 3., men kejsersindede kardinaler valgte kardinal Octavianus og fik ham skyndsomst iført paveskrud. Alexander bandlyste pave Viktor 4., som modparten kaldte sig. Frederik stævnede dem begge til et møde i Pavia (1160). Alexander udeblev og bandlystes, og Viktors valg blev stadfæstet. Alexanders svar var at bandlyse kejseren, men hans stilling i Italien blev bestandig dårligere, og i foråret 1162 drog han til Frankrig. Selv her begyndte præstestanden at falde fra; men den tyske kejsers magtudfoldelser bevirkede et omslag, og Frankrig stod nu sammen med England, Sicilien og Spanien på Alexanders
side. Mest opholdt han sig i Sens, hvor hans tilhængere flokkedes om ham, blandt dem Eskil
fra Danmark, og trods hans landflygtighed voksede hans magt stærkt; således gik Valdemar 1. den Store og de danske bisper over på hans parti.
Viktor døde 1164, og da der blev valgt en ny modpave, Paschalis 3. i 1165, vendte Alexander alligevel tilbage til Rom, men blev året efter igen fordrevet af kejseren. Den tyske hær blev imidlertid ødelagt af pest, og de lombardiske byer rejste sig og sluttede forbund med Alexander. Paschalis døde i (1168), og den tredje modpave, Callistus 3., fik aldrig ret megen magt. Da så kejseren havde lidt det skæbnesvangre nederlag over for lombarderne ved Legnano i 1176, måtte han ved et højtideligt møde med paven i Venezia 1177 ydmyge sig og ophøre at støtte Calixtus; Alexander frafaldt på sin side kravene om lenshøjhed over kejserriget og lovede at tilbagegive frarevne lande, men sejren var umiskendeligt hans.
Imidlertid havde han i England vundet en endnu mere glimrende sejr: ivrigt havde han
støttet ærkebiskop Thomas Becket i kampen for de kirkelige ideer, og da ærkebispen til sidst faldt som offer for kongens opbrusende heftighed, helgenkronede Alexander ham straks, bandlyste kong Henrik 2. (1170) og tvang ham til ydmygende bod ved den myrdede ærkebisps grav i 1174.
I september 1171 sendte Alexander en bulle til folk og herskere i Norden med opfordring til at udvide korstogene til at omfatte Finland. Kristendommen stod endnu svagt der, men efter 1190 var korstog til Finland blevet almindelige.
Nidkær for kirkens frihed bandlyste han også kong Vilhelm Løve i Skotland, fordi han ville påtvinge St Andrews en biskop (1180). Kætteriet blev strengt fordømt på det tredje Laterankoncil 1179, der blev overværet af 300 bisper og betegner højdepunktet af Alexanders magt; her fik han også vedtaget, at det paveemne, som havde fået 2/3 af kardinalernes stemmer, var gyldigt valgt; en bestemmelse, der skulle hindre de ødelæggende paveskismaer. På grund af romernes rejsning var han atter fordrevet fra den hellige stad i sin sidste levetid; han døde i Civita Castellana 30. august 1181.